# Heinz Schippers
Heinz Schippers (* 15. Januar 1926; † 23. Januar 2016) war ein deutscher Unternehmer und Manager.

## Leben
Heinz Schippers studierte Maschinenbauwesen (Dipl.-Ing.) und war u. a. für die Glanzstoff Köln GmbH in Wuppertal tätig. 1951 wurde er Mitglied des Vorstandes des Maschinenbaukonzerns Barmer Maschinenfabrik Aktiengesellschaft (Barmag) (seit 2007 Oerlikon Barmag) in Remscheid-Lennep, später Vorstandsvorsitzender und Aufsichtsratsmitglied. Er hatte mehrere Wirtschaftsmandate inne, darunter das des Aufsichtsratsvorsitzenden der Firma Schwelmer Eisenwerk Müller & Co. Er hielt zahlreiche Patente für seine Erfindungen.
Er engagierte sich bei der Gesellschaft der Freunde der Bergischen Universität Wuppertal und war seit 1988 stellvertretender Präsident. Er war Beiratsmitglied der Deutschen Bank.

## Ehrungen und Auszeichnungen
- Ehrendoktorwürde Dr.-Ing. E. h. der Universität Stuttgart (1980)[3][4]
- Ehrenmitgliedschaft in der US-amerikanischen Ingenieur-Vereinigung (Society of Manufacturing Engineers, SME) (1984)[4] in Dearborn
- Verleihung der akademischen Würde eines Ehrenbürgers der RWTH Aachen (1985)[5]
- Verleihung des Ehrenzeichens des VDI (Verein Deutscher Ingenieure) (1986)
- Bundesverdienstkreuz des Verdienstordens der Bundesrepublik Deutschland (1989)